# Carentan
Carentan är en kommun i departementet Manche i regionen Normandie i norra Frankrike. Kommunen ligger i kantonen Carentan som tillhör arrondissementet Saint-Lô. År 2018 hade Carentan 5 853 invånare.

## Historia
Carentan fick strategisk betydelse under andra världskriget under den så kallade D-dagen, eftersom det var en av de första orterna i Normandie som de allierade styrkorna intog. Det viktiga med denna ort var att det var det enda stället som trupper från Omaha Beach och Utah Beach kunde stråla samman, det var därför orten var lika viktig för tyskarna.

## Galleri

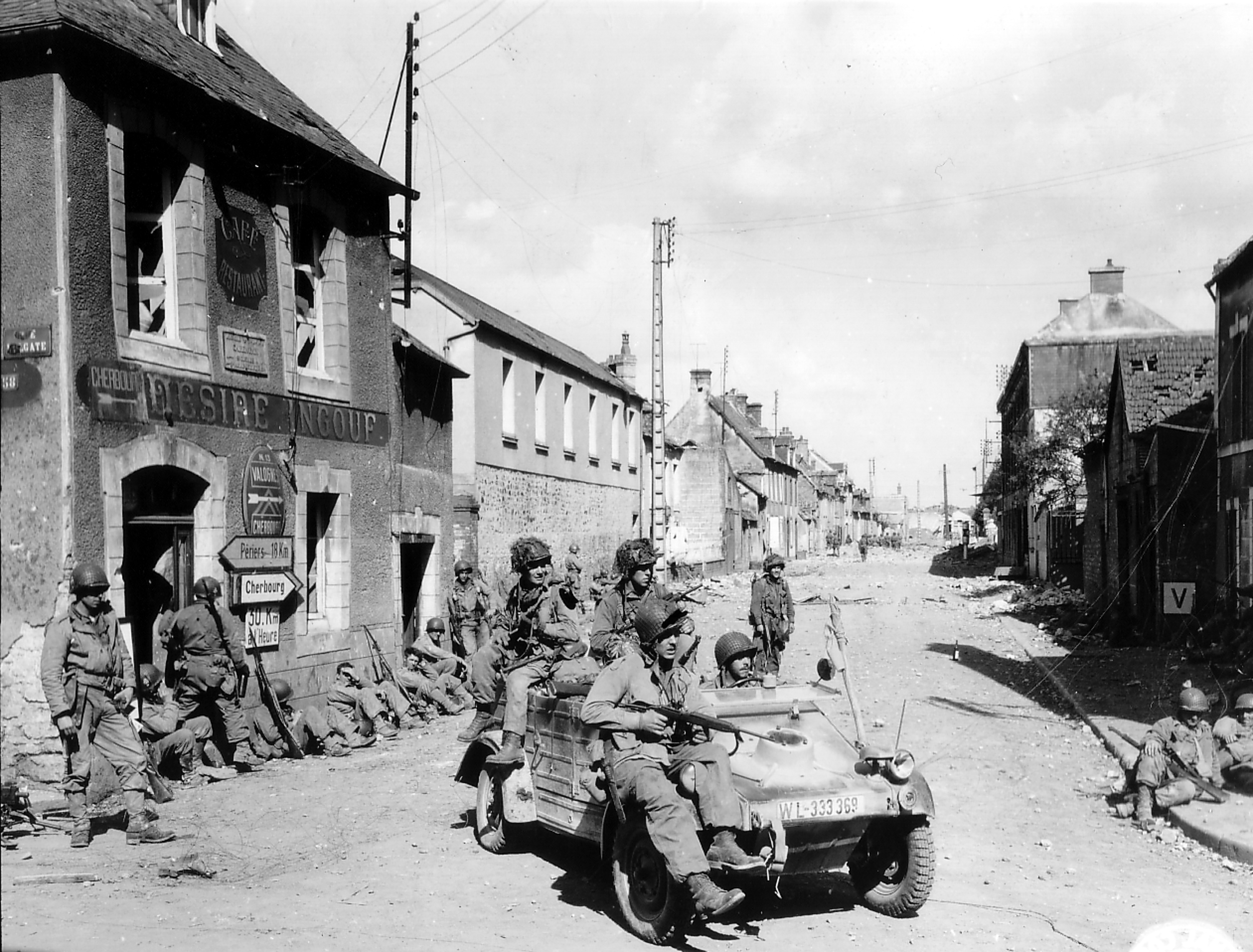
Fallskärmstrupper vid slaget om Normandie
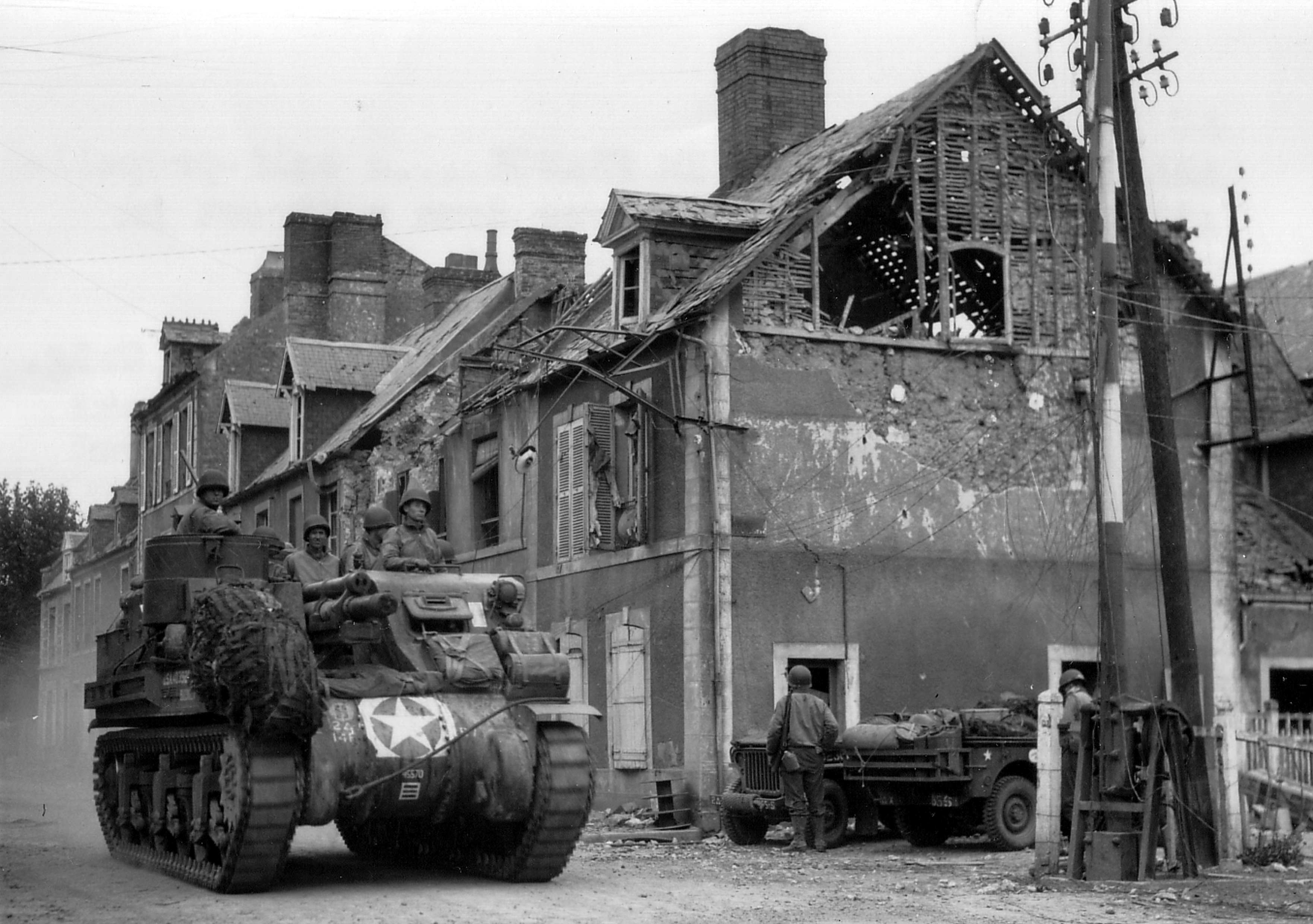
Amerikansk stridsvagn i Carentan
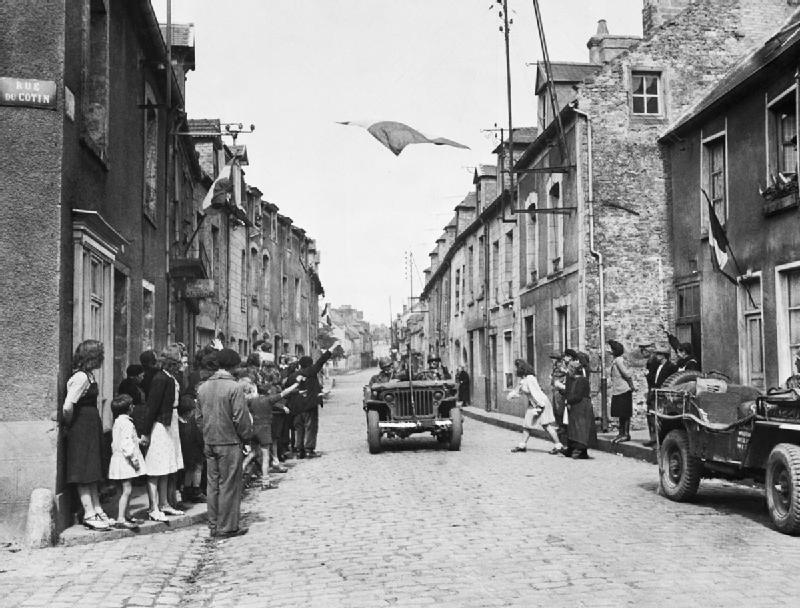
Staden befrias av amerikanska trupper
Amerikansk haubits skjuter granater mot retirerande tyska trupper
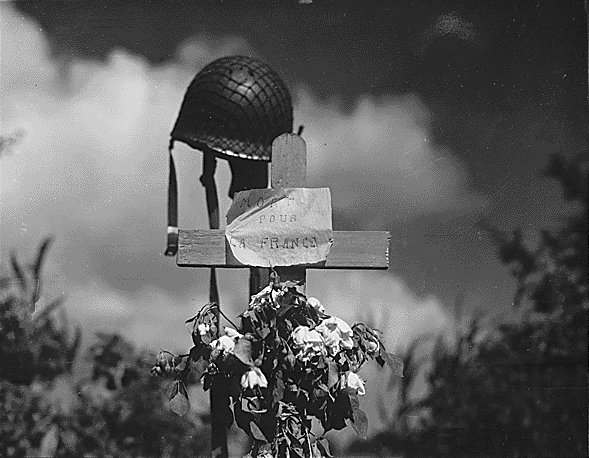
Hyllning till stupad amerikansk soldat

## Befolkningsutveckling
Antalet invånare i kommunen Carentan
| Referens: INSEE |